# Тројанског рата неће бити
„Тројанског рата неће бити” је југословенски ТВ филм из 1962. године. Режиралѕ га је Мира Траиловић а сценарио су написали Jean Giraudoux и Александар Обреновић.

## Улоге
| Глумац           | Улога |
| ---------------- | ----- |
| Јован Милићевић  |       |
| Бранко Плеша     |       |
| Зоран Ристановић |       |
| Виктор Старчић   |       |